# Antirege
Antirege (în germană Gegenkönig, în franceză antiroi, în cehă protikrál) este un rege care, datorită unei situații neclare ori instabile a puterii sau datorită a unei succesiuni la tron neclarificate sau controversate, era ales în timp ce un alt rege domnea, având ca scop înlocuirea acestuia. Antiregii au apărut mai frecvent în monarhiile elective (de exemplu: Sfântul Imperiu Roman) decât în monarhiile ereditare (de exemplu: Anglia sau Franța).
Unii antiregi au reușit să se impună la putere și au fost recunoscuți ca regi legitimi (de exemplu: Frederic al II-lea al Sfântului Imperiu Roman). În cazul altora, precum Henric al II-lea de Bavaria și Ekbert al II-lea de Meissen, statutul lor de rege sau antirege este controversat până în prezent.
Odată cu reglementarea alegerii regelui prin Bula de Aur a lui Carol al IV-lea (1356) în Sfântul Imperiu Roman, alegerea unui antirege a fost aproape exclusă.

## Antiregii în Franconia de Est și în Sfântul Imperiu Roman
- Arnulf cel Rău (919–921) probabil împotriva lui Henric I;
- Henric cel Certăreț (984–985) posibil împotriva lui Otto al III-lea;
- Rudolf de Rheinfelden (1077-1080) împotriva lui Henric al IV-lea;
- Hermann de Salm (1081-1088) împotriva lui Henric al IV-lea;
- Conrad al III-lea (1093-1098) împotriva tatălui său, Henric al IV-lea, anterior fiind co-rege din 1087;
- Conrad al III-lea (1127–1135) împotriva lui Lotar al III-lea, apoi rege unic (1138–1152);
- Frederic al II-lea (1212–1215) împotriva lui Otto al IV-lea, apoi rege unic/împărat (1215/1220–1246);
- Henric Raspe (1246–1247) împotriva lui Frederic al II-lea;
- William de Olanda (1248–1254) împotriva lui Frederic al II-lea și Conrad al IV-lea, apoi rege unic (1254–1256);
- Albert I al Austriei (1298) împotriva lui Adolf de Nassau, apoi rege unic (1298–1308);
- Carol al IV-lea (1346) împotriva lui Ludovic al IV-lea Bavarezul, apoi rege unic/împărat (1346–1349 și 1349/1355–1378);
- Günther de Schwarzburg (1349) împotriva lui Carol al IV-lea.

## Alegeri duble în Sfântul Imperiu Roman
1198:
- Filip de Suabia (1198–1208);
- Otto al IV-lea (1198–1215), împărat din 1209 și destituit de facto în 1212.

1257:
- Richard de Cornwall (1257-1272);
- Alfonso al X-lea de Castilia (1257–1273).

1314:
- Frederic cel Frumos (1314–1330);
- Ludovic al IV-lea (Bavarezul) (1314–1346), împărat din 1328.

1410:
- Sigismund de Luxemburg (1410–1437), împărat din 1433;
- Jobst de Moravia (1410–1411).

## Antiregi în Boemia
- Matia I Corvin (1469–1490) împotriva lui George de Podĕbrady și Vladislav al II-lea;
- Frederic al V-lea al Palatinatului (1619–1632) împotriva lui Ferdinand al II-lea care a fost înlocuit în 1620, de unde și supranumele lui: „regele de o iarnă”;
- Carol Albert de Bavaria (1741-1745) împotriva Mariei Tereza, care a fost înlocuit în 1743.

## Antiregi în Franța
- Guido al III-lea de Spoleto (888) împotriva lui Odo conte de Paris⁠(d);
- Robert I al Franței (922–923) împotriva lui Carol al III-lea cel Simplu);
- Henric al VI-lea al Angliei (1431) împotriva lui Carol al VII-lea;
- Cardinalul Charles de Bourbon⁠(d) numit Carol al X-lea (1589-1590) împotriva lui Henric al IV-lea al Franței.

Între 1340 și 1801, toți regii englezi au revendicat titlul de „Rege al Franței“, însă doar Henric al VI-lea a fost și încoronat.

## Antiregii englezi
- Sven Gabelbart (1013-1014) împotriva lui Æthelred al II-lea;
- Knut cel Mare (1016) împotriva lui Edmund al II-lea Braț-de-Fier, apoi rege unic (1016-1035);
- Ludovic Leul (1216–1217) împotriva lui Ioan fără de Țară și Henric al III-lea, apoi rege al Franței ca Ludovic al VIII-lea (1223–1226);
- Maria I cea Sângeroasă/Catolica (1553) împotriva lui Jane Grey, apoi regină unică (1553–1558).

## Antiregi în Scoția
- Amlaib/Olaf (971? –977) împotriva lui Kenneth al II-lea;
- Duncan al II-lea (1094) împotriva lui Donald al III-lea;
- Edward Balliol⁠(d) (1333-1336) împotriva lui David al II-lea.